# داعس أبو كشك
داعس كمال أبو كشك (ولد 1953- 24 نوفمبر 2011) هو كاتب فلسطيني. أنهى الدراسة الابتدائية الثانوية في مدارس نابلس، وحاز على الشهادة الجامعية الأولى من قسم التاريخ في جامعة الإسكندرية وعلى الشهادة الجامعية الثانية وهي دبلوم الدراسات العليا من كلية تربية جامعة النجاح الوطنية في نابلس. فُصّل من مهنة التدريس عام 1979 وتم اعتقاله من قبل قوات الاحتلال الإسرائيلي ومنع من السفر إلى خارج الوطن منذ عام 1986. عاد إلى مهنة التدريس عام 1994 بعد أن استلمت السلطة الوطنية الفلسطينية.
حصل على شهادة التفوق في عام 2003 من قبل وزارة التربية والتعليم لكونه مديرًا متميزًا في المرحلة الثانوية، أسس دار منشورات الوحدة في عام 1981 والتي أغلقت من قبل قوات الاحتلال الإسرائيلي.
تُوفي داعس أبو كشك في 24 نوفمبر 2011.

## المقالات والدراسات
نشر عشرات المقالات والدراسات السياسية والأدبية والاقتصادية في جريدة الاتحاد الحيفاوية ومجلة الجديد وصحف القدس والفجر والشعب والميثاق والنهار ومواقع الإنترنت صوت العروبة ومن المحيط إلى الخليج والرافدين وإخباريات ودنيا الوطن ومعا والعراق برس وغيرها

### الإصدارات
- النهوض الوطني للحركة النقابية في فلسطين
- الأوضاع التربوية والأكاديمية في الأراضي المحتلة
- السياسة الإسرائيلية في الأراضي المحتلة
- الحركة الثقافية في الأراضي المحتلة
- مؤلف مشارك لكتاب التربية الوطنية
- المرشد في التاريخ العربي الحديث.
- المرشد في الجغرافيا الإقليمية.